# Francis Gabreski
Francis Stanley „Gabby” Gabreski, pol. Franciszek Gabryszewski (ur. 28 stycznia 1919 w Oil City w stanie Pensylwania, zm. 31 stycznia 2002 w Nowym Jorku) – amerykański oficer pochodzenia polskiego, as myśliwski, nazywany przez kolegów „Gabby”, pilot wojskowy II wojny światowej i wojny koreańskiej, trzeci na liście asów USAF. Kawaler Krzyża Walecznych.

## Życiorys

### Dzieciństwo i młodość
Urodził się 28 stycznia 1919 w miejscowości Oil City w stanie Pensylwania. Jego rodzice byli ubogimi polskimi imigrantami. Ojciec pracował na kolei, a następnie prowadził mały sklep spożywczy. Pomagała mu matka i kolejno wszystkie pięcioro dzieci. Francis wspominał, że jako nastolatek lepiej mówił po polsku niż po angielsku. Nawet w jego szkole niektóre przedmioty były prowadzone w języku polskim.
W 1938 roku został przyjęty na wydział lekarski Notre Dame University, ale nauki na uczelni nie ukończył. Sam przyznawał, że przeliczył się z siłami – szkoła średnia w polonijnym getcie Oil City nie dawała wystarczających podstaw. Z trudem ukończył pierwszy rok studiów. Zainteresował się natomiast lotnictwem. Po powrocie z wakacji udał się na leżące nieopodal South Bend lotnisko i zaczął naukę pilotażu w szkółce Homera Stockerta. Spędził zaledwie 6 godzin w powietrzu, ale dało mu to pewne podstawy. Gdy był na drugim roku studiów uczelnię odwiedziła grupa oficerów werbunkowych Army Air Corps. Francis wypełnił formularz podania, ale nie przywiązywał do tego większej wagi. Zdziwił się więc, gdy podczas kolejnych wakacji otrzymał list z War Department informujący, że został przyjęty na kurs pilotów wojskowych w East St. Louis w stanie Illinois.

### Szkolenie w pilotażu
W 1940 roku wstąpił do Szkoły Pilotów Parks Air College, baza lotnictwa wojskowego Maxwell w Alabamie. Szkołę ukończył w roku 1941. Szkolił się na samolotach:
- Stearman PT-17
- Fairchild PT-19
- Vultee BT-13
- North American BT-9
- North American AT-6

Promocję otrzymał 14 marca 1941 roku i przydział do jednostki myśliwskiej.

### Służba na Hawajach
Po przeszkoleniu został wysłany do bazy Wheeler Field na wyspie Oʻahu na Hawajach. Tam przeszkolił się na myśliwcach P-36 i P-40. Szczególnie ten pierwszy typ przypadł mu do gustu. Był świadkiem ataku japońskich samolotów Aichi D3A na Pearl Harbor. W filmie Pearl Harbor znajduje się scena, gdzie kilku pilotów wsiada do maszyn, by podjąć walkę. Taka sytuacja miała miejsce w rzeczywistości, a jednym z jej uczestników był właśnie Francis Gabreski.
Został awansowany na stopień kapitana, po czym skierowany do Waszyngtonu, a potem, na własną prośbę, wysłany do Wielkiej Brytanii.

### Walki nad Europą
W okresie od listopada 1942 do lutego 1943 latał bojowo z polskimi pilotami w dywizjonie 315, wykonując 20 lotów bojowych. Walczył na samolocie Spitfire Mk.IX. Nie uzyskał zestrzelenia, cenniejsze było jednak praktyczne doświadczenie bojowe. Potem powrócił na krótko do Stanów Zjednoczonych, gdzie został dowódcą 61 Dywizjonu „B” Group. Przeszkolił się na samolocie Republic P-47 Thunderbolt, będąc w służbie 61 dywizjonu myśliwskiego. Walczył nad Europą na samolocie P-47D w wersjach:
- P-47D-1
- P-47D-5
- P-47D-11
- P-47D-25

Otrzymał wkrótce awans na dowódcę 61 dywizjonu myśliwskiego. Przed inwazją na Normandię miał już na swoim „koncie” 27 zestrzeleń. 5 lipca 1944 wykonał kolejny lot i zestrzelił 28. maszynę wroga, co było rekordem w amerykańskim lotnictwie w Europie. Otrzymał za to tytuł America's Greatest Living Ace (pol. Największy z żyjących asów). Wszystkie zwycięstwa w Europie odniósł jako pilot 56. FG. Dodatkową nagrodą był powrót do Stanów Zjednoczonych. Przed powrotem do domu postanowił wykonać jeszcze jeden lot. 20 lipca 1944 w czasie osłony wyprawy bombowej nad Niemcy, podczas atakowania z lotu koszącego celów naziemnych uderzył śmigłem w przeszkody i awaryjnie lądował, trafiając do niewoli. W Stalagu Luft I w Barth przebywał do końca wojny. Po wyzwoleniu obozu przez Armię Czerwoną w kwietniu 1945 powrócił do USA i założył rodzinę.

### Walka nad Koreą

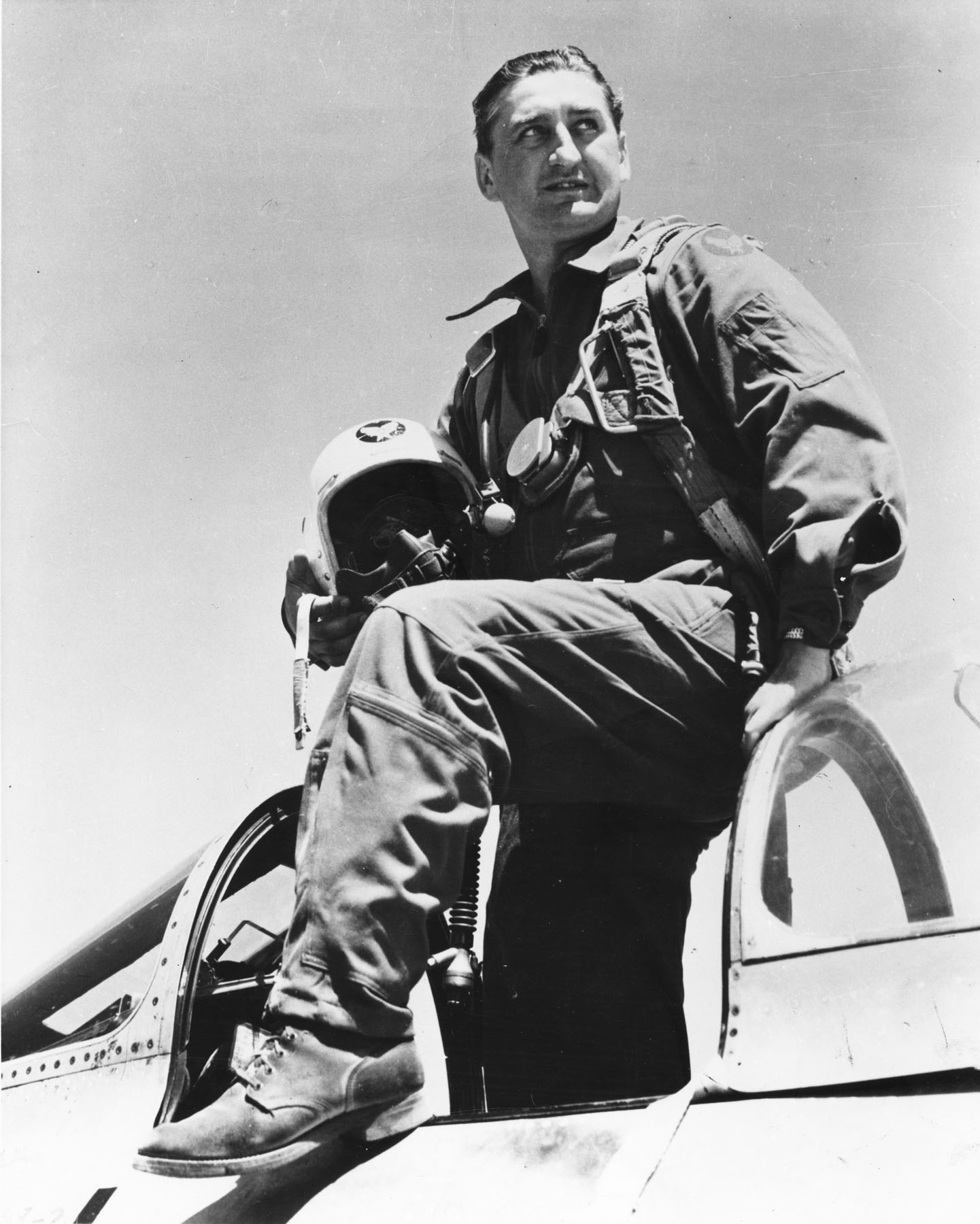
Francis Gabreski wysiadający ze swojego F-86 Sabre.

W 1951 „Gabby” został skierowany do Korei. Był tam zastępcą dowódcy 4 Skrzydła Myśliwskiego, a później dowódcą 51 Skrzydła Myśliwskiego. Walczył na myśliwcu North American F-86 Sabre. Zestrzelił w wojnie koreańskiej 6,5 samolotu wroga. Po powrocie do USA pełnił odpowiedzialne funkcje w USAF, aż do 1967 r., gdy został przeniesiony w stan spoczynku. Uzyskał 34,5 zestrzeleń pewnych i 3 prawdopodobne. 
Dwa razy odwiedzał Polskę – w 1992 i 1999. Zmarł 31 stycznia 2002 w szpitalu w Nowym Jorku. Został pochowany na Cmentarzu Narodowym w Calverton, z pełnymi honorami wojskowymi.

## Zestrzelenia
| Data                | Zestrzeleń | Typ    | Miejsce             | Samolot własny | Przydział      |
| ------------------- | ---------- | ------ | ------------------- | -------------- | -------------- |
| 24 sierpnia 1943    | 1          | Fw 190 | Dreux, Francja      | P-47D          | 61 Dyw., 56 FG |
| 3 września 1943     | 1          | Fw 190 | St-Germain, Francja | P-47D          | 61 Dyw., 56 FG |
| 11 listopada 1943   | 1          | Fw 190 | Rheine, Niemcy      | P-47D          | 61 Dyw., 56 FG |
| 26 listopada 1943   | 2          | Bf 110 | Oldenburg, Niemcy   | P-47D          | 61 Dyw., 56 FG |
| 29 listopada 1943   | 2          | Bf 109 | Brema, Niemcy       | P-47D          | 61 Dyw., 56 FG |
| 11 grudnia 1943     | 1          | Bf 110 | Emden, Niemcy       | P-47D          | 61 Dyw., 56 FG |
| 29 stycznia 1944    | 1          | Bf 110 | Emden, Niemcy       | P-47D          | Dow.56 FG      |
| 30 stycznia 1944    | 1          | Me 410 | Lingen, Niemcy      | P-47D          | Dow. 56 FG     |
| 30 stycznia 1944    | 1          | Bf 109 | Lingen, Niemcy      | P-47D          | Dow. 56 FG     |
| 20 lutego 1944      | 2          | Me 410 | Koblencja, Niemcy   | P-47D          | Dow. 56 FG     |
| 22 lutego 1944      | 1          | Fw 190 | Paderborn, Niemcy   | P-47D          | Dow. 56 FG     |
| 16 marca 1944       | 2          | Fw 190 | Nancy, Francja      | P-47D          | Dow. 56 FG     |
| 27 marca 1944       | 2          | Bf 109 | Nantes, Francja     | P-47D          | Dow. 56 FG     |
| 8 maja 1944         | 1          | Bf 109 | Celle, Niemcy       | P-47D          | 61 Dyw., 56 FG |
| 22 maja 1944        | 3          | Fw 190 | Höperhöfen, Niemcy  | P-47D          | 61 Dyw., 56 FG |
| 7 czerwca 1944      | 1          | Bf 109 | Dreux, Francja      | P-47D          | 61 Dyw., 56 FG |
| 7 czerwca 1944      | 1          | Fw 190 | Dreux, Francja      | P-47D          | 61 Dyw., 56 FG |
| 12 czerwca 1944     | 2          | Bf 109 | Évreux, Francja     | P-47D          | 61 Dyw., 56 FG |
| 27 czerwca 1944     | 1          | Bf 109 | Connantre, Francja  | P-47D          | 61 Dyw., 56 FG |
| 5 lipca 1944        | 1          | Bf 109 | Évreux, Francja     | P-47D          | 61 Dyw., 56 FG |
| 5 lipca 1951        | 1          | MiG-15 | Korea Północna      | F-86A          | 4 FIG          |
| 2 września 1951     | 1          | MiG-15 | Korea Północna      | F-86A          | 4 FIG          |
| 2 października 1951 | 1          | MiG-15 | Korea Północna      | F-86A          | 4 FIG          |
| 11 stycznia 1952    | 1          | MiG-15 | Dandong, Chiny      | F-86E          | 51 FIW         |
| 20 lutego 1952      | ½          | MiG-15 | Korea Północna      | F-86E          | 51 FIW         |
| 1 kwietnia 1952     | 1          | MiG-15 | Korea Północna      | F-86E          | 51 FIW         |
| 13 kwietnia 1952    | 1          | MiG-15 | Korea Północna      | F-86E          | 51 FIW         |

ŹRÓDŁO: Air Force Historical Study 85: USAF Credits for the Destruction of Enemy Aircraft, World War II i Air Force Historical Study 81: USAF Credits for the Destruction of Enemy Aircraft, Korean War.

## Odznaczenia[7]
Odznaczenia amerykańskie
- USAF Command Pilot Wings
- Krzyż za Wybitną Służbę

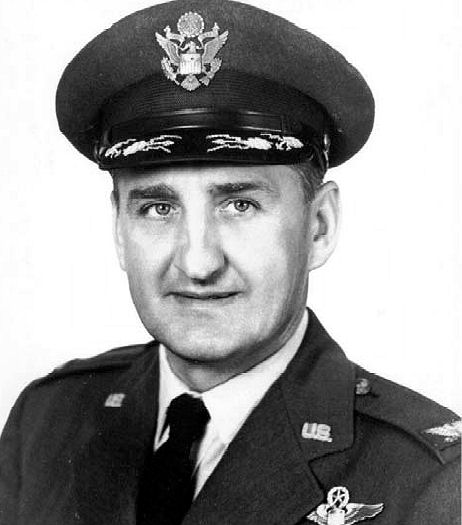
Francis Stanley Gabreski, 1956

- Medal Sił Lądowych za Wybitną Służbę
- Srebrna Gwiazda – dwukrotnie
- Legia Zasługi
- Zaszczytny Krzyż Lotniczy – trzynastokrotnie
- Brązowa Gwiazda
- Medal Lotniczy – siedmiokrotnie
- Medal Jeńca Wojennego
- Medal Amerykańskiej Służby Obronnej
- Medal Kampanii Amerykańskiej
- Medal Kampanii Azji-Pacyfiku – dwukrotnie
- Medal Kampanii Europy-Afryki-Bliskiego Wschodu – trzykrotnie
- Medal Zwycięstwa w II Wojnie Światowej
- Medal Służby Obrony Narodowej – dwukrotnie
- Medal Służby w Korei – trzykrotnie
- Air Force Longevity Service Award – sześciokrotnie
- Air Force Outstanding Unit Award

Odznaczenia zagraniczne
- Krzyż Wojenny 1940–1945 z brązową palmą (Belgia)
- Kawaler Legii Honorowej (Francja)
- Krzyż Wojenny 1939–1945 z brązową palmą (Francja)
- Republic of Korea Presidential Unit Citation (Republika Korei)
- Krzyż Walecznych (Polska)[8]
- Odznaka Pilota[9] (Polska)
- Odznaka Dywizjonu 315[9] (Polska)
- Krzyż Wybitnej Służby Lotniczej (Wielka Brytania)
- United Nations Korea Medal (ONZ)